# Luke Evans (cestista)
Luke Charles Evans (Oceanside, 16 marzo 1991) è un cestista statunitense con cittadinanza giapponese.